# Adolf Windaus
Adolf Otto Reinhold Windaus (Berlin, 25. prosinca 1876. – Göttingen, 9. lipnja 1959.) bio je njemački kemičar koji je 1928. osvojio Nobelovu nagradu za kemiju za svoj rad na sterolima i njihov odnos prema vitaminima. Bio je doktorski savjetnik Adolfa Butenandta koji je 1939. godine također osvojio Nobelovu nagradu za kemiju.
Adolf Windaus rođen je u Berlinu. Njegov interes za kemiju porastao je nakon predavanja Emila Fischera, nobelovca 1902 godine. Počeo je studirati medicinu i kemiju u Berlinu i kasnije u Freiburgu. Doktorirao je početkom 1900. godine, a usredotočio se na kolesterol i druge sterole na Sveučilištu u Freiburgu. Godine 1913. postaje profesorom kemije na Sveučilištu u Innsbrucku, a 1915. prešao je na Sveučilište u Göttingenu, gdje je ostao do umirovljenja 1944. godine.
Bio je uključen u otkriće transformacije kolesterola kroz nekoliko koraka do vitamina D3 (holekalciferol). Dao je svoje patente farmaceutskim kompanijama Mercku i Bayeru, koje su proizveli lijek Vigantol 1927. godine.